# レイク郡 (フロリダ州)
レイク郡（英: Lake County）は、アメリカ合衆国フロリダ州のフロリダ半島北部に位置する郡である。人口は38万3956人（2020年）。郡庁所在地はタバレスであり、同郡で人口最大の都市はクラーモントである。
レイク郡はオーランド・キシミー大都市圏に属している。

## 歴史
レイク郡は1887年にサムター郡とオレンジ郡の一部を合わせて設立された。郡名は域内に多くの湖があることに拠っていた。名前の付けられた湖だけでも1,400ある。
レイク郡内にはシュガーローフ山があり、その標高は312フィート (95 m) で、フロリダ半島の最高地点である。フロリダ・パンハンドル地域には、それより標高の高いブリトンヒルがある。
1888年の元日、フローラ・コールとエリアス・ディズニーが、郡内キスメットの町で結婚し、隣接するアクロンの町で短期間住んでいた。彼等がウォルト・ディズニーの両親である。
2007年2月2日、早朝に連続して竜巻に襲われ、地域で少なくとも20人が死んだ。チャーリー・クリスト州知事は非常事態を宣言した。

## 地理
アメリカ合衆国国勢調査局に拠れば、郡域全面積は1,156.40平方マイル (2,995.1 km2)であり、このうち陸地953.15平方マイル (2,468.6 km2)、水域は203.25平方マイル (526.4 km2)で水域率は17.58%である。

### 交通

#### 空港
ドーラ湖のタバレス水上飛行機基地は、タバレス市が所有し、公共用途に使われる水上飛行機基地である。

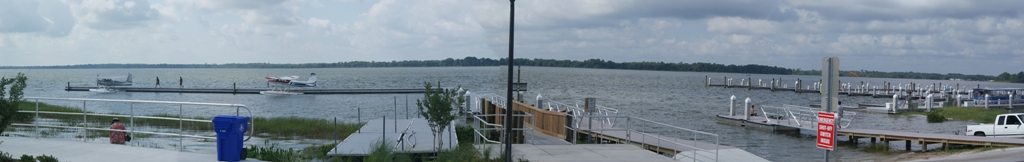
ドーラ湖のタバレス水上飛行機基地・マリーナ

リーズバーグ国際空港は元陸軍の飛行場であり、リーズバーグ中心街の東、ハリス湖岸にある市営空港である。
ミッドフロリダ・エアサービス空港は、ユースティスの東、州道44号線沿いにある。

#### 主要高規格道路
- フロリダ・ターンパイク、州南東部から中央部を南北に走る。郡内にはインターチェンジが3か所ある
- アメリカ国道27号線、郡西部を南北に通る幹線道、シトラスリッジとザ・ビレッジズを繋ぐ
- アメリカ国道441号線、南北方向のもう1つの国道、オレンジ郡のドーラ湖からマウントドーラを通り、州道44号線に合流する。
- フロリダ州道19号線、南北方向の景観道路、タバレス、ユースティス、オカラ国立の森を通る
- フロリダ州道33号線、ポーク郡のレイクランドからグローブランドに至る南北路
- フロリダ州道40号線、郡内最北部の東西方向路、オカラ国立の森を通る
- フロリダ州道44号線、郡中央部を通る東西方向路
- フロリダ州道46号線、国道441号線と郡道46号線のインターチェンジに始まり、オレンジ郡の北境界に沿ってソレントとマウントプリマスを通る
- フロリダ州道50号線、郡南部の東西方向幹線道

#### 公共交通機関
レイクエクスプレスは、2007年からレイク郡地域で運行される公共交通機関である。

### 隣接する郡
- ボルーシャ郡 - 北東
- オレンジ郡 - 東
- セミノール郡 - 東
- オセオラ郡 - 南東
- ポーク郡 - 南
- サムター郡 - 西
- マリオン郡 - 北西

### 国立保護地域
- ウッドラフ湖国立野生生物保護区（部分）
- オカラ国立の森（部分）

## 人口動態
以下は2000年国勢調査による人口統計データである。
| 基礎データ - 人口: 210,528人 - 世帯数: 88,413 世帯 - 家族数: 62,507 家族 - 人口密度: 85人/km2（221人/mi2） - 住居数: 102,830軒 - 住居密度: 42軒/km2（108軒/mi2） 人種別人口構成 - 白人: 87.46% - アフリカン・アメリカン: 8.31% - ネイティブ・アメリカン: 0.33% - アジア人: 0.79% - 太平洋諸島系: 0.04% - その他の人種: 1.86% - 混血: 1.18% - ヒスパニック・ラテン系: 5.61% 年齢別人口構成 - 18歳未満: 20.3% - 18-24歳: 5.8% - 25-44歳: 23.8% - 45-64歳: 23.8% - 65歳以上: 26.4% - 年齢の中央値: 45歳 - 性比（女性100人あたり男性の人口） - 総人口: 93.7 - 18歳以上: 91.1 | 世帯と家族（対世帯数） - 18歳未満の子供がいる: 23.4% - 結婚・同居している夫婦: 58.9% - 未婚・離婚・死別女性が世帯主: 8.5% - 非家族世帯: 29.3% - 単身世帯: 24.6% - 65歳以上の老人1人暮らし: 13.7% - 平均構成人数 - 世帯: 2.34人 - 家族: 2.75人 収入と家計 - 収入の中央値 - 世帯: 36,903米ドル - 家族: 42,577米ドル - 性別 - 男性: 31,475米ドル - 女性: 23,545米ドル - 人口1人あたり収入: 20,199米ドル - 貧困線以下 - 対人口: 9.6% - 対家族数: 6.9% - 18歳未満: 15.8% - 65歳以上: 6.3% |

## 都市と町

### 法人化自治体
1. アスタトゥラ町
2. クラーモント市
3. ユースティス市
4. フルートランドパーク市
5. グローブランド市
6. ハウイ・イン・ザ・ヒルズ町
7. レディレイク町
8. リーズバーグ市
9. マスコット市
10. ミネオラ市
11. モンテベルデ町
12. マウントドーラ市
13. タバレス市 - 郡庁所在地
14. ユマティラ市

### 未編入の町
| - アルトゥーナ - アスター - バスビルパーク - シトラスリッジ - ファーデール - グランドアイランド - レイクカスリン | - レイクマック・フォレストヒルズ - レニア - リスボン - マウントプリマス - オカハンプカ - オレンジベンド - ペイズリー | - パインレイクス - ピットマン - シルバーレイク - ソレント - ザ・ビレッジズ（部分） - ヤラハ |

## 政治
| 年     | 共和党 | 民主党 | その他 |
| ------ | ------ | ------ | ------ |
| 2012年 | 58.1%  | 40.9%  | 0.91%  |
| 2008年 | 56.2%  | 42.7%  | 1.1%   |
| 2004年 | 60.0%  | 38.9%  | 1.1%   |
| 2000年 | 56.4%  | 41.3%  | 2.3%   |

## 州政府の機関
フロリダ州矯正省が郡内未編入領域にあるレイク矯正施設敷地にリージョンIII矯正施設事務所を構えている。

### 政府関連
- Lake County Board of County Commissioners
- Lake County Supervisor of Elections
- Lake County Property Appraiser
- Lake County Sheriff's Office
- Lake County Tax Collector

### 特殊地区
- Lake County School Board
- St. Johns River Water Management District
- Southwest Florida Water Management District

### 司法関連
- Lake County Clerk of Circuit and County Courts
- Public Defender, 5th Judicial Circuit of Florida serving Citrus, Hernando, Lake, Marion, and Sumter counties
- Office of the State Attorney, 5th Judicial Circuit of Florida[リンク切れ]
- 5th Judicial Circuit of Florida

### 観光
- Lake County tourist information

### 民間
- Photographs From the State Library & Archives of Florida.

座標: 北緯28度46分 西経81度43分 / 北緯28.77度 西経81.72度